# Luce Baillargeon
Luce Baillargeon (Saint-Hyacinthe, 24 de julio de 1977) es una deportista canadiense que compitió en judo. Ganó una medalla de bronce en los Juegos Panamericanos de 1999 en la categoría de –52 kg.
Participó en los Juegos Olímpicos de Sídney 2000, donde finalizó novena en la categoría de –52 kg.

## Palmarés internacional
| Juegos Panamericanos | Juegos Panamericanos | Juegos Panamericanos | Juegos Panamericanos |
| Año                  | Lugar                | Medalla              | Categoría            |
| -------------------- | -------------------- | -------------------- | -------------------- |
| 1999                 | Winnipeg (Canadá)    | Medalla de bronce    | –52 kg               |